# اليكسي بانشين
اليكسي بانشين (بالإنجليزية: Alexei Panshin)‏ (14 أغسطس 1940، لانسنغ في الولايات المتحدة - 21 أغسطس 2022) صحفي وكاتب وروائي أمريكي، حاصل على جائزة هوغو لأفضل الأعمال ذات الصلة عن «العالم ما وراء التل» في العام 1990.